# Titanatemnus coreophilus
Espèce
Titanatemnus coreophilus est une espèce de pseudoscorpions de la famille des Atemnidae.

## Distribution
Cette espèce est endémique du Ghana. Elle se rencontre vers Cape Coast.

## Publication originale
- Beier, 1948 : Phoresie und Phagophilie bei Pseudoscorpionen. Österreichische Zoologische Zeitschrift, vol. 1, p. 441-497.